# Євецький Валерій
Валерій Євецький (нар. 4 грудня 1962) — український лучник. Він брав участь в особистих та командних змаганнях серед чоловіків на літніх Олімпійських іграх 1996 року.